# Omosessualità nella Bibbia ebraica
L'omosessualità nella Bibbia ebraica (termine usuale con cui generalmente si designa l'insieme dei testi sacri, il Tanakh) è presente in più di un'occasione; alcune relazioni di personaggi biblici sono state descritte come esempi di omofilia o omosocialità, sebbene non tutte senza controversie. In vari passi si fa riferimento a determinati atti maschili omosessuali.
La più dura condanna dell'omosessualità maschile, concernente in particolare il comportamento sessuale penetrante, si trova nel Libro del Levitico ove viene descritta come un'"abominazione".

## Genesi 19

### Sodoma e Gomorra
I capitoli 18 e 19 del Libro della Genesi riguardano l'immoralità delle antiche città di Sodoma e Gomorra ed il giudizio che a loro viene imposto dal Signore. La New International Version (NIV) di Genesi 19: 4-5 recita:
Difatti lo stupro delle figlie avrebbe costituito una colpa minore rispetto all'offesa arrecata agli ospiti.
A questo proposito la Nuovissima versione dai testi originali (cattolica) afferma nella nota relativa: "il delitto degli abitanti di Sodoma è di ordine teologico e sociale oltre che sessuale; infatti esso costituisce una violazione della legge sacra e fondamentale dell'ospitalità ed è anche un'esplicita condanna della religione cananea nel suo rito di fertilità il quale comprendeva anche l'omosessualità sacra (Libro del Levitico 20:23 e Libro dei Giudici 19: 22-23). Attraverso il prostituto e la prostituta sacra ci si illudeva di entrare in comunione con la divinità per ottenere fertilità e fecondità... i sodomiti vogliono violentare gli ospiti".

### Yada
In Genesi 19:5 la parola ebraica "yada" viene tradotta con "relazioni", sia nella New American Standard Bible, ma più spesso come "conosciuto/a" nella Bibbia di re Giacomo e in molte altre traduzioni; il termine compare spesso in tutto l'Antico Testamento e solitamente significa semplicemente conoscere qualcuno o qualcosa in un modo non sessuale. Ma circa per una dozzina di volte esso viene usato come un eufemismo di "conoscere qualcuno sessualmente", come in Genesi 4:1 e in Genesi 38:26.
L'interpretazione comune vuole che Lot abbia offerto le figlie vergini alla folla come mezzo per placarne l'impeto sessuale e proteggere in tal maniera i suoi visitatori dall'abuso sessuale. La maggior parte dei commentatori internazionali lo interpreta per riferirsi alla natura omosessuale delle persone che costituivano la folla dei sodomiti, soprattutto alla luce della storia parallela espressa in Giudici 19: "alcuni uomini... circondarono la casa e bussarono alla porta... Consegnaci l'uomo che è venuto in casa tua ché vogliamo abusarne... No commettete il male, non commettere una simile nefandezza!"
Tuttavia altri vedono tutto il racconto come riferentesi all'atteggiamento inospitale di Sodoma nel cercare di interrogare i visitatori.

### Opinioni ebraiche
La maggior parte dei punti di vista ebraici nei riguardi dell'episodio interpretano il peccato di Sodoma come "inospitalità" e, sebbene le relazioni tra persone dello stesso sesso siano condannate più duramente nel Levitico, l'opinione che Genesi 19 potrebbe riferirsi a qualsiasi altro atto sessuale diverso da quello commesso con le figlie di Lot è del tutto estraneo alla più antica tradizione ebraica (vedi Sodomia).
Il filosofo ebreo dell'ellenismo Filone di Alessandria (20 a.C.-50 d.C.) descrive gli abitanti di Sodoma in un racconto extra biblico:
(- (133-35; ET Jonge 422-23).)
Lo storico ebreo Flavio Giuseppe (37-100) utilizzò il termine "sodomiti" per riassumere la narrazione della Genesi:
(- Antichità giudaiche 1.11.1,3 (96 circa))
Il Secondo libro di Enoch, con tutta probabilità scritto da un ebreo ellenistico in terra d'Egitto prima della metà del I secolo, afferma (10:3) che i sodomiti hanno commesso abominevoli lascivie, vale a dire gli uni con gli altri e "il peccato contro natura, che è la maggior corruzione per i giovani dopo la 'moda' (abbigliamento) sodomitica, la magia, gli incantesimi e la stregoneria diabolica".
Fonti più oscure come il Testamento di Beniamino (facente parte del Testamento dei Dodici Patriarchi) danno l'avvertenza "che tu non commetta la fornicazione con i fornicatori di Sodoma" (riguardo alla purezza della mente, 9:1); oltre a riferimenti presenti nel Testamento di Neftali (3.5) e nel Testamento di Isacco (5.27. Ch. I.909).

### Periodo bizantino
Si sostiene che la storia di Sodoma e Gomorra non fosse mai stata interpretata come un unico peccato particolare fino a che l'imperatore bizantino Giustiniano I non istituì due descrizioni ufficiali nel corso del VI secolo. Per quanto riguarda il Corpus iuris civilis, le novelle di Giustiniano (numero 77, datata al 538 e numero 144, datata al 559) furono le prime a dichiarare che il peccato di Sodoma consisteva specificamente nell'attività sessuale tra persone dello stesso sesso.
Per quanto riguarda la pena di morte i codici legali giustinianei annunciarono un cambiamento nel diritto giuridico romano introducendovi il concetto di punizione divina per il comportamento omosessuale. Gli individui colpevoli avrebbero anche potuto sfuggire alle leggi dello Stato, ma le leggi divine erano inevitabili.
L'interpretazione giustinianea della storia di Sodoma sarebbe oggi stata dimenticata (come accadde per la sua legge riguardante il comportamento omosessuale immediatamente dopo la sua morte) se non fosse stata utilizzata in un falso capitolare all'epoca di Carlo Magno fabbricato da un monaco franco utilizzando lo pseudonimo di "Benedictus Levita" intorno all'850, come parte dei decreti dello Psedo-Isidoro, laddove Benedictus usò l'interpretazione giustinianea come giustificazione della supremazia ecclesiastica sulle istituzioni mondane, chiedendo così la morte sul rogo per i peccati carnali in nome dello stesso imperatore.
La morte tramite fuoco fu parte della punizione standard per il comportamento omosessuale, particolarmente comune nell'antichità germanica, per la prima volta nella storia ecclesiastica con l'intento di proteggere l'intera cristianità dalle punizioni divine come ad esempio le catastrofi naturali prodotte per colpa dei peccati carnali commessi dagli individui, ma anche per l'eresia e la superstizione del paganesimo. Secondo Benedictu questo era il motivo per cui tutte le istituzioni civili dovevano essere sottomesse al potere ecclesiastico al fine di impedire il lassismo morale e religioso che provocava l'ira divina.

Durante la repubblica romana e nel corso dell'impero romano pre-cristiano il comportamento omosessuale veniva considerato accettato fintanto che il cittadino maschio adulto assumesse il ruolo attivo penetrante con un partner passivo di minor status sociale. Le legislazioni regolamentanti l'omosessualità furono rivolte principalmente alla tutela dei cittadini maschi minori.
Coloro che si trovavano a commettere un crimine sessuale ("stuprum") contro un minore maschio nato libero (vedi "Ingenui") vennero penalizzati con forti ammende e in certi casi anche con la morte, a seconda delle circostanze. Le lettere scritte da Marco Tullio Cicerone suggeriscono che una tale legge venisse utilizzata soprattutto per attaccare gli oppositori politici, ma avrebbe potuto essere applicata anche ai cittadini che volutamente assumevano il ruolo passivo nel rapporto sessuale.

## Levitico 18 e 20
Questi capitoli del Libro del Levitico fanno parte del "Codice di Santità". Levitico 18:22 dice che "con un uomo non giacerai come si giace con una donna: è un abominio!"; secondo la nota apposita della versione cattolica quest'ingiunzione rappresenta "la proibizione della sodomia, intesa soprattutto come negazione della fecondità".
Levitico 20:13 conferma che "chiunque abbia giaciuto con un uomo come si giace con una donna, entrambi hanno compiuto un'abominazione (ciò che è più "detestabile"); devono essere messi a morte. Il loro sangue ricada sulle loro teste".
È ampiamente sostenuto che le cose condannate in questi capitoli sono "considerate sbagliate non semplicemente perché gli abitanti della Cananea pagani indulgevano in esse, ma perché Dio le definì sbagliate in quanto tali". Questa è stata anche l'interpretazione assunta nell'esegesi dei rabbini nella Mishnah e nel Talmud, che ha anche esteso un tale peccato per includervi le relazioni omosessuali femminili, anche se non esiste alcun riferimento esplicito in nessuna parte del Tanakh a questo proposito.
Sono stati suggeriti diversi argomenti: Loren L. Johns scrive che questi testi erano codici di purezza per mantenere una separazione tra il popolo israelita e i cananei e, dal momento che Gesù rifiutò l'intero codice di purezza, non sono più rilevanti per i cristiani. Mona West del "Southern Baptist Theological Seminary" afferma che "questi versi non proibiscono in alcun modo né di parlare né di amare e curare i rapporti sessuali tra persone dello stesso genere", speculando che queste leggi prevengono solamente l'abuso sessuale, cioè la violenza.
È importante notare anche il fatto che il passaggio si trova come conclusione di un lungo elenco di atti sessuali proibiti ai maschi ed è seguito da un divieto esplicitamente indirizzato ai maschi e alle femmine. Poiché le parola ebraica presente nel passaggio per indicare il "giacere" viene usato principalmente per riferirsi ad atti sessuali devianti il suddetto passaggio può essere effettivamente tradotto come: "[e inoltre] se un uomo che commette un atto sessuale deviante con un uomo che assomiglia ad uno degli atti sessuali devianti [descritti in precedenza] o con una donna, [anch'essi] risultano essere detestabili", in modo da servire solo ad ampliare la categoria e proibire l'incesto ecc. tra due maschi.
Altri teologi cristiani affermano che il Nuovo Testamento classifica le leggi cerimoniali e dietetiche come tipologie presenti in natura e compiute definitivamente in Cristo (Lettera ai Galati 4:10, Lettera ai Colossesi 2:16, Lettera agli Ebrei 9:10), pertanto abrogate per quanto riguarda la loro osservanza religiosa "secondo la lettera", mentre la legge orale viene vista come mantenuta (Seconda lettera ai Romani 13:9 e Prima lettera ai corinzi 6:9-10).
Tali teologi hanno affermato che tale abrogazione non si estende anche all'omosessualità la quale rimarrebbe, nella loro interpretazione, come uno dei pochi peccati condannati incondizionatamente. Essi credono che non vi sia alcuna clausola evidente nelle disposizioni matrimoniali bibliche che possa indurre ad "accettarla in un qualche senso religioso o per santificarne un'eventuale relazione".

## Libro di Samuele: Davide e Gionata
Il racconto dell'amicizia romantica intercorsa tra il principe Gionata (figlio del primo sovrano del regno d'Israele Saul, 1047-1007 a.C. circa) è stato registrato favorevolmente nel Libri di Samuele (Primo libro di Samuele 18:20 e Secondo libro di Samuele 1) e, sebbene la maggior parte degli studiosi lo abbiano sempre interpretato come riferentesi ad un amore platonico, alcuni hanno invece sostenuto che si tratti di un esempio di amore omosessuale (vedi oltre).
Due passaggi significativi sono 1 Samuele 18: 3-4: "Gionata fece un patto con Davide, poiché lo amava come se stesso. Gionata si tolse l'abito che indossava e lo dette a Davide, insieme alla tunica e perfino la sua spada, il suo arco e la sua cintura". La nota apposta nella versione cattolica afferma che questo è "l'inizio di una delle amicizie più celebri della storia".
In 2 Samuele 1:26 viene detto (qui parla Davide):"provo una gran pena per te, fratello mio Gionata, mi eri tanto caro! Per me il tuo amore era meraviglioso, più meraviglioso di quello provato nei confronti delle donne!".

### Una relazione romantica
I doni fatti da Gionata a Davide, il confronto fatto da Davide tra l'amore provato per Gionata all'amore per le donne, l'alleanza stabilitasi tra i due e la reazione di Saul ha indotto alcuni studiosi a suggerire che il loro rapporto fosse quantomeno romantico, se non addirittura sessuale.

### Una relazione platonica
Gli studiosi biblici hanno ampiamente e tradizionalmente interpretato questo rapporto come una relazione di omosocialità molto stretta, ma non sessuale (cf. Issues in human sexuality, para. 2.17). Alcuni avversari della teoria secondo cui la relazione tra i due fu romantica credono che il rito di spoliazione effettuato da Gionata davanti a Davide abbia un chiaro precedente biblico, quello in cui Aronne si strappa i vestiti per farli indossare al figlio Eleazar (Libro dei Numeri 20:26) in qualità di atto di trasferimento del proprio ministero dall'uno all'altro.
Allo stesso modo Gionata avrebbe simbolicamente e profeticamente trasferito la regalità ereditaria (che gli apparteneva) a Davide, il che si sarebbe in seguito effettivamente realizzato. Affermano anche che "spogliato... anche della sua spada, del suo arco e della sua cintura" indica un limite, quello dei suoi indumenti esterni e termina con la "cintola, che sta a significare l'armatura" (questo nel Secondo libro dei re 3:21).
Coloro che sostengono l'interpretazione opposta concordano sul fatto che un rapporto di natura sessuale non viene reso esplicito e, per molti studiosi, la relazione rappresenta un "esempio classico biblico" (Hilborn 2002, p. 2) di stretta amicizia non sessuale, come l'amicizia eloquentemente descritta da Gregorio Nazianzeno in  Orazione 43., 19-20 esistente tra lui e Basilio di Cesarea, quando erano ancora solo dei giovani studenti ad Atene.

## Libri dei Re
Entrambi i libri dei re (Primo libro dei Re 14:24, 15:12, 22:46 e Secondo libro dei re 23: 7) si riferiscono agli intervalli storici quando i kadeshim (consacrati) salirono fino al un elevato livello d'importanza in Eretz Israel, fino al punto di purificare i re seguaci di Yahweh Giosafat e Giosia.
I kadeshhim era collegati in certo qual modo ai riti della religione cananea. La Bibbia ebraica fa coincidere correttamente l'equivalente femminile, una kedeshah, con zanah, la parola indicante una prostituta comune. Ciò ha portato alla conclusione che vi potrebbe essere stato un elemento sessuale inerente ai riti. La versione della Bibbia di re Giacomo tradizionalmente traduce la parola come "sodomiti", mentre la versione standard rivisitata lo rende "culto dei prostituti" (vedi prostituzione sacra).
A 1 Re 15:12 la Septuaginta (versione dei Settanta) ellenizza il termine con "teletai", personificazioni degli spiriti che presiedono nei riti di iniziazione delle "orge bacchiche" (rituali del dio greco Dioniso); potrebbe essere anche interpretato come "travestito". Vari autori classici affermano la presenza del travestitismo tra gli iniziati maschi dei culti della Dea orientale e nella Vulgata vengono utilizzati tutti e quattro questi riferimenti (quindi prostituto sacro, sodomita, personificazione spirituale delle "orge sacre" e travestito).
San Girolamo rende i kadeshim come "affetti da effeminatezza". Ai figli d'Israele viene proibito di diventare kadeshim e alle figlie di Israele di diventare kadeshot, questo nel Libro del Deuteronomio 23: 18: "non vi sarà prostituta sacra tra le figlie d'Israele e non ci sarà prostituto sacro tra i figli d'Israele". La nota relativa della versione cattolica afferma: "proibizione della prostituzione sacra maschile e femminile in vigore nei culti cananei, sempre affascinanti per Israele a causa del loro realismo religioso". Le loro attività sono dunque sempre identificate come "abominazioni".

## Libro di Rut
Il Libro di Rut concerne l'"amore" tra Noemi (Naomi) e la sua suocera vedova Rut. Il marito di Noemi e i suoi due figli muoiono, Noemi dice allora alle due nuore di ritornare alle proprie case: "esse piansero ancora ad alta voce, poi Orpa baciò la suocera e tornò al suo popolo, mentre Rut non si staccò da lei" (Rut 1:14).
Invece di lasciare Noemi Rut s'impegna a rimanere con lei (Rut 1: 16-18). Questa relazione di fedeltà è stata per molto tempo lodata come esempio di amore auto-sacrificantesi nonché di stretta amicizia tra donne. Tuttavia alcuni non hanno mancato di interpretare questa relazione come di natura probabilmente sessuale. Per esempio Thomas Horner sostiene: "se esistesse una relazione di amore fisico tra Rut e Noemi non si può dimostrare, ma le parole giuste sono tutte lì".
Il termine su cui Horner si preoccupa principalmente è la parola che è stata tradotta come "non si staccò" o "si aggrappò a lei" (Rut 1:14), che è la parola ebraica "dabaq". Questa stessa parola è tradotta anche nel Libro della Genesi 2:24 ("si attacca alla sua donna e i due diventano una sola carne") e in Genesi 34:3 ("l'anima sua si legò a Dina... amò quella giovinetta..."). Il contesto di questi passaggi è chiaramente di attrazione romantica o finanche sessuale.
Il testo di questo Libro, in particolare il discorso di Rut a Noemi, viene ancor oggi utilizzato nelle cerimonie di nozze eterosessuali ebraiche.
Gli studiosi biblici che rifiutano la presenza di un'interpretazione omosessuale, in difesa del testo sacro, lo fanno sulla base del fatto ch'essa contraddice le prove letterarie semantiche, sintattiche e intertestuali accumulate.